# رولاند فريمان
رولاند فريمان (بالإنجليزية: Roland Freeman)‏ هو مؤرخ الفن ومصور أمريكي، ولد في 27 يوليو 1936 في بالتيمور في الولايات المتحدة.